# Rovenac
Rovenac (en francès Rouvenac) és un municipi de la regió d'Occitània, al departament de l'Aude.